# Alexander von Minarelli-Fitzgerald
Alexander svobodný pán von Minarelli-Fitzgerald (4. listopadu 1854 Vídeň – 21. února 1934 Vídeň) byl rakousko-uherský generál a spisovatel. V c. k. armádě sloužil jako absolvent vojenské akademie od roku 1875, vystřídal působiště na různých místech, byl také štábním důstojníkem a odborníkem na budování železnic pro potřeby armády. Aktivní kariéru završil jako divizní velitel v Sarajevu a v roce 1911 dosáhl hodnosti generála pěchoty. Po odchodu do výslužby byl povýšen na barona (1913). Od mládí se uplatňoval také jako vojenský historik a spisovatel se zaměřením na dějiny válečných konfliktů 18. a 19. století a podílel se na vzniku řady odborných publikací.

## Životopis
Pocházel ze starého irského rodu Fitzgeraldů, patřil k vedlejší linii hrabat z Kildare, která od 18. století žila v habsburské monarchii a přijala alianční jméno Minarelli-Fitzgerald. Od narození mu byl přiznán šlechtický stav v Rakouském císařství s nárokem na titul rytíř, užíval francouzský ekvivalent chevalier. Vystudoval Technickou vojenskou akademii ve Vídni a do aktivní služby vstoupil v roce 1875 jako poručík u 2. ženijního pluku. V hodnosti nadporučíka se zúčastnil okupace Bosny a Hercegoviny (1878) a poté si doplnil vzdělání v kurzech pro vyšší důstojníky. Následně působil jako důstojník generálního štábu, vystřídal službu v Mostaru a Šoproni, kde se mimo jiné podílel na přípravě stavby železnice. V roce 1884 byl povýšen na kapitána a jako štábní důstojník byl přidělen k velitelství 3. armádního sboru ve Štýrském Hradci. a v letech 1888–1890 sloužil u pěšího pluku č. 94 v Josefově. Od roku 1890 působil několik let na odboru vojenské historie na ministerstvu války, kde byl v roce 1891 povýšen na majora. Podílel se na vzniku několika publikací k tématu napoleonských válek, později se zaměřil na historii britských koloniálních válek a věnoval se i dalším evropským konfliktům 19. století. Jako podplukovník (1894) převzal velení praporu u 87. pěšího pluku v Terstu. V roce 1897 byl povýšen na plukovníka a stal se velitelem 1. pluku tyrolských císařských myslivců v Innsbrucku.
K datu 1. května 1903 byl povýšen do hodnosti generálmajora a převzal velení 64. pěší brigády v Budapešti, kde byl později v letech 1906–1908 velitelem 31. pěší divize. Mezitím byl v roce 1907 povýšen do hodnosti polního podmaršála a v letech 1908–1911 byl velitelem 48. pěší divize v Sarajevu. V roce 1911 byl ze zdravotních důvodů penzionován a při té příležitosti povýšen do hodnosti generála pěchoty. Poté žil trvale ve Vídni a i po zániku monarchie byl aktivní ve veřejném životě, angažoval se v organizacích sdružujících válečné veterány nebo bývalé absolventy c. k. vojenských škol, byl také spoluzakladatelem a prvním prezidentem Společnosti prince Evžena (Prinz Eugen-Verbandes), nadále se uplatňoval také vojenský historik a spisovatel.
V roce 1884 se v Linzi oženil s hraběnkou Eugenií Forgáchovou z Ghymese (1862–1935) ze staré uherské šlechty. Z jejich manželství se narodilo pět dětí, z nichž dcera Alexandrina (*/†1889) zemřela krátce po narození. Nejstarší byla dcera Harriot (1885–1949) provdaná za c. k. komořího a plukovníka barona Viktora Chernela de Chernelháza ze staré šlechtické rodiny. Syn Desmond (1886–1953) sloužil v armádě a dosáhl hodnosti kapitána. Další syn Eugen (1887–1954) se vystěhoval do USA, nejmladší syn Alfred (1890–1937) byl kapitánem u c. k. námořnictva a zemřel v Argentině.

## Tituly a ocenění
Po odchodu do penze získal v roce 1912 titul c. k. tajného rady s nárokem na oslovení Excelence a v roce 1913 byl povýšen do stavu svobodných pánů. Při povýšení mu byl udělen nejstarší původní erb rodu Fitzgeraldů užívaný též v hlavní linii vévodů z Leinsteru. Během vojenské služby získal řadu vyznamenání, byl nositelem Řádu železné koruny III. třídy a rytířem Leopoldova řádu, dále držitelem Vojenského záslužného kříže a Vojenské záslužné medaile. Několik ocenění získal také od zahraničních panovníků, byl nositelem švédského Řádu meče, španělského Řádu Karla III., komandérem Řádu rumunské hvězdy nebo držitelem bulharského Královského řádu za vojenské zásluhy.

## Dílo
- Die ersten Feldzüge der französ. Revolution 1792 und 1793; Vídeň, 1889–1890
- Die Feldzüge der französ. Revolution. Der Feldzug 1794; Vídeň, 1892
- Moltke und seine Einflußnahme auf die Operationen des Feldzuges 1864, Vídeň, 1893
- FM Lord Roberts Exercier-Reglement für die engl. Inf. vom Jahre 1902; Vídeň, 1902
- Die Gefechte in Natal und in der Kap-Kolonie 1899; Vídeň, 1904
- Infanterist. Reflexionen über die Gefechte in Südafrika und Ostasien; Vídeň, 1906
- Der Anfang vom Ende, Österr.-Ungarns Niederbruch 1914; Vídeň, 1920